# Prospect Creek
Prospect Creek este o mică așezare situată la 290 de kilometri nord de orașul Fairbanks, în statul Alaska, SUA. Nu are o populație stabilă. Aici este amplasată o pompă pe conducta de gaz Trans-Alaska⁠(d) și un aeroport. Localitatea deține recordul pentru cel mai rece loc din Statele Unite ale Americii, unde au fost măsurate -62,4 grade Celsius în ianuarie 1971.